# 조대성 (기업인)
조대성은 대한민국 기업인이자 교육인이다.

## 경력
- 2022.02 ~ 제20대 대통령선거 더불어민주당 선거대책위원회 직능본부 산학연계특성화 직업교육혁신 특별위원회 위원장
- 2021.06 ~ ISO9001:2015 인증심사원
- 2021.04 ~ 경인일보 평생교육원 자문위원
- 2021.03 ~ 서울특별시장후보 더불어민주당 선거대책위원회 교육정책 특보
- 2018.04 ~ 사단법인 지역일자리창출 진흥원 자문위원
- 2013.01 ~ 한국종합교육원 대표이사(現)

## 수상경력
- 2025 국회의원 표창 (대한민국 국회)
- 2024 대한민국 소비자평가 교육부문 우수대상 국회의원회관
- 2022 대한민국 소비자평가 교육부문 우수대상 국회헌정기념관
- 2021 대한민국 베스트브랜드 대상 (서비스산업 인력양성 부문)
- 2016 고려대학교 교육대학원장 표창